# Tupãssi
Tupãssi é um município brasileiro localizado na região oeste do Paraná. Sua população estimada em 2022 era de 8 077 habitantes.

## História
No século XVI, na época da chegada dos colonizadores espanhóis e portugueses à região, esta era habitada pelos índios guaranis, donde seu nome (mãe de Deus, Tupã + sy). Desde essa época, já era intensa a atividade de extração da erva-mate na região.
As empresas Colonizadora Norte do Paraná Sociedade Anônima e Imobiliária Paraná Limitada coordenaram a colonização da região a partir de 1966, através da fixação de agricultores. Em 30 de janeiro de 1967, o patrimônio de Tupãssi passou à categoria de distrito do município de Assis Chateaubriand.
O plebiscito para a emancipação de Tupãssi ocorreu em 25 de novembro de 1979 e o município foi criado pela Lei 7 270, de 27 de dezembro de 1979. Apesar de sua rápida criação, a instalação oficial do município só ocorreu  em 1 de fevereiro de 1983, com a posse do primeiro prefeito e dos vereadores. 
O município pertence à comarca de Assis Chateaubriand, onde estão os juízes e promotores. O primeiro prefeito foi Aílton Borges de Melo, tendo, como vice-prefeito, Aldori Ferreira Jandrey. 